# Zungaropsis multimaculatus
Zungaropsis multimaculatus är en fiskart som beskrevs av Steindachner, 1908. Zungaropsis multimaculatus ingår i släktet Zungaropsis och familjen Pimelodidae. Inga underarter finns listade i Catalogue of Life.